# Cubit
 Denne artikel bør gennemlæses af en person med fagkendskab for at sikre den faglige korrekthed.
 
 For alternative betydninger, se Mahe.
Cubit er en traditionel længdeenhed, baseret på længden af underarmen. Forskellige cubit længder har været anvendt i mange dele af verden i antikken, i middelalderen og nyere tid.
Den ægyptiske hieroglyf for cubit viser symbolet af en underarm. Den almindelige cubit blev underinddelt i 6 hænder af 4 fingre hver. Den kongelige cubit blev underinddelt i 7 hænder af 4 fingre hver. Overlevende cubit-målestokke har længder på mellem 52,3 og 52,9 cm.
Over tid er forskellige cubits mål og variationer på cubit eksisteret:
- Almindelig cubit: 6 hænder, eller 24 fingre
- Kongelig cubit: 7 hænder, eller 28 fingre[1]

## Etymologi
Det engelske ord 'cubit' kommer fra latin cubitum 'albue', fra verbet cubāre, -cumbĕre  'at ligge ned'.

## Den ægyptiske royal cubit og Sumeriske Nippur cubit
De tidligste attesterede standardmål er fra Det gamle Riges pyramider i Ægypten og blev kaldt royal cubit (mahe). Længden af en royal cubit var mellem 523 og 529 mm, og blev underinddelt i 7 palms af 4 digits hver, for en i alt 28 underinddelt mål. Bevis for en royal cubit enhed er kendt fra Det gamle Riges arkitektur, fra så tidligt som ved konstruktionen af Djosers trappepyramide fra omkring 2.700 f.Kr.
I 1916 i de sidste år af det Osmanniske Rige og i midten af 1. verdenskrig fandt den tyske assyriolog Eckhard Unger en stang af en kobberlegering, da han lavede en arkæologisk udgravning ved Nippur. Stangen dateres tilbage til ca. 2650 f.Kr. og Unger hævdede at den var blevet anvendt som en målestok standard. Denne irregulært udformede og irregulært markerede graduated rule skulle i så fald definere den Sumeriske cubit som ca. 518,6 mm.

## Andre systemer
Den indiske Hasta og Thai sok er andre traditionelle enheder baseret på længden af forarmen. Se også alen.